# Vikartovce
Vikartovce es un municipio del distrito de Poprad en la región de Prešov, Eslovaquia, con una población estimada a final del año 2024 de 1825 habitantes.
Se encuentra ubicado al oeste de la región, cerca del río Poprad (cuenca hidrográfica del río Vístula) y de la frontera con la región de Žilina.

## Demografía
| Año        | 1994 | 2004    | 2014    | 2024    |
| ---------- | ---- | ------- | ------- | ------- |
| Población  | 1637 | 1785    | 1868    | 1825    |
| Diferencia |      | +9,04 % | +4,64 % | −2,30 % |

| Año        | 2023 | 2024    |
| ---------- | ---- | ------- |
| Población  | 1848 | 1825    |
| Diferencia |      | −1,24 % |